# Пудинг

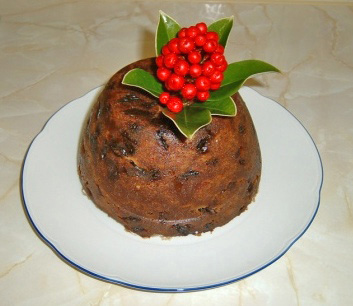
Рождественский пудинг

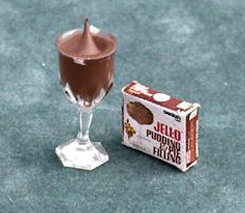
Десертный пудинг

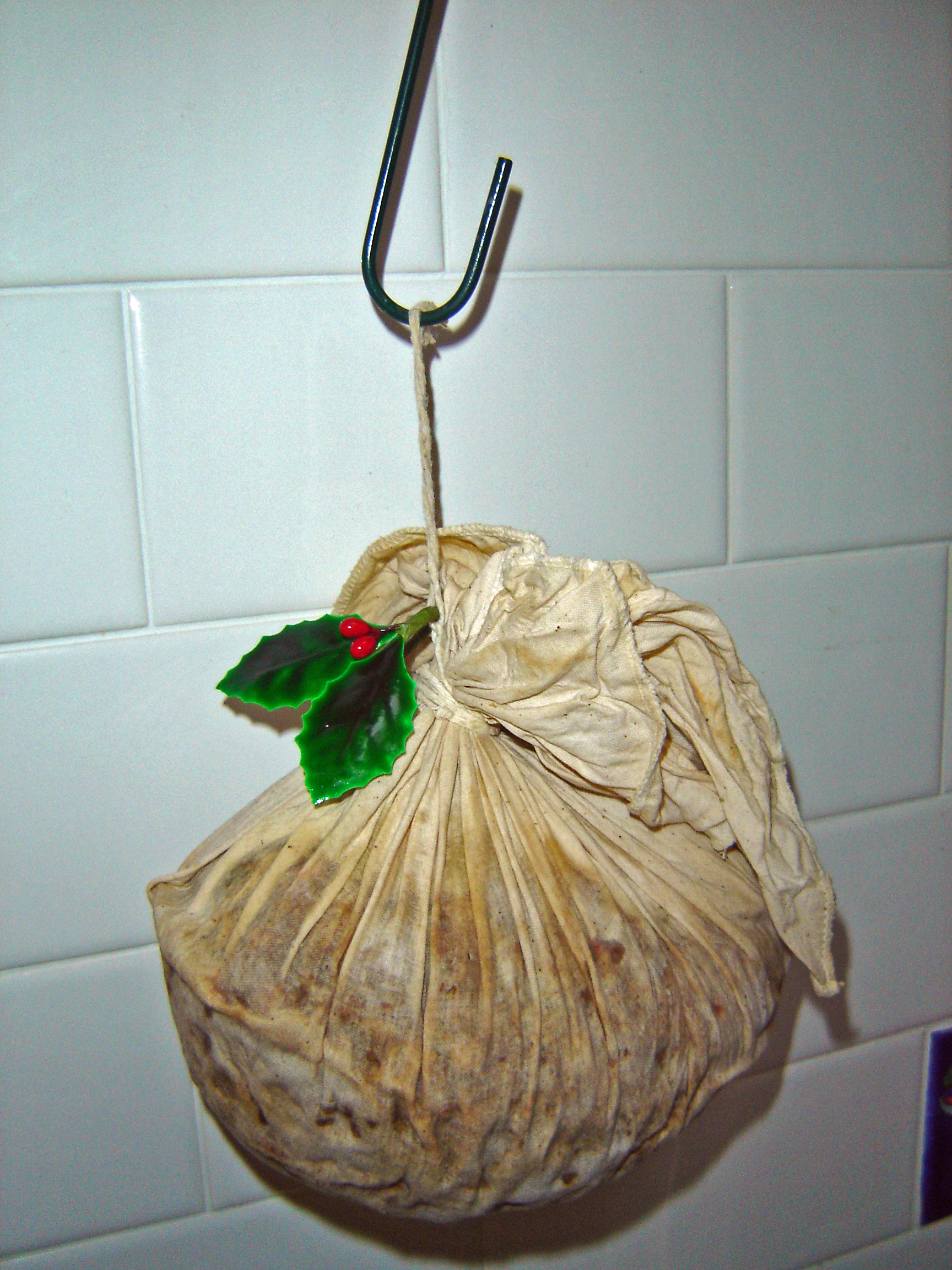
Процесс приготовления рождественского пудинга

Пу́динг (англ. pudding) — общее название для трёх разновидностей блюд.
I. Категория сытных британских вторых блюд, приготовленных из нутряного говяжьего или бараньего жира, лука, специй, овсяной крупы, фарша, теста, иногда также крови и субпродуктов, в различных сочетаниях. Могут быть похожи на натуральную колбасу (чёрный пудинг, белый пудинг), пирожки с мясной начинкой (тряпичный пудинг) или даже несладкие пирожки без начинки, обжаренные в бараньем жире и подаваемые на гарнир (йоркширский пудинг). Эта категория блюд — старинного происхождения и традиционно играла важную роль в рационе жителей различных частей Британии.
II. Категория сладких британских десертных блюд, содержащих тесто или бисквит в сочетании с орехами, сухофруктами, цедрой и заварным кремом. Самым известным блюдом такого типа является рождественский или плам-пудинг. Этот тип блюд является ответвлением от предыдущих, так как в средневековой британской кухне сладкие и мясные ингредиенты обычно сочетались. Так, белый пудинг XV века готовился из свиной печени, сливок, яиц, панировочных сухарей, изюма и фиников. В конечном итоге, эти две группы пудингов разделились, но даже в настоящее время при приготовлении многих сладких пудингов по-прежнему используется говяжий и бараний жир, а в шотландский фруктовый пудинг, который представляет собой колбасу, добавляются сухофрукты.
III. Категория сладких блюд кремообразной консистенции, которые в англоязычной литературе именуются пудингами. В некоторых странах, испытавших сильное британское влияние, например в Португалии, для таких блюд тоже используется наименование «пудинг», например, пудинг аббата Пришкуша. В других странах их предпочитают называть «кремами» или «фланами». К наиболее известным блюдам такого типа относятся испанский крем Каталана, французский крем-брюле, нидерландский вла, немецкий баварский крем, итальянский сабайон и испано-португальский карамельный пудинг. В дореволюционной России распространённым блюдом этого типа являлось бланманже.
Кремообразные десерты, подобные этим, сегодня нередко производятся в промышленных масштабах и продаются в супермаркетах под названием «шоколадного», «ванильного», «карамельного» пудингов, хотя их рецепты обычно значительно отличаются от исторических или дорогостоящих «ресторанных» версий подобных блюд.
К этой же группе примыкает рисовый пудинг, в наиболее простой версии представляющий собой сладкую рисовую кашу.

## Некоторые разновидности пудингов

### Мясные пудинги
- Йоркширский пудинг — кляр с бараньим жиром
- Чёрный пудинг — начинка кровяной колбасы
- Белый пудинг — та же начинка, но без крови
- Красный пудинг — смесь различных сортов мяса и субпродуктов, обжаренная в кляре
- Нормандский пудинг — пудинг разных вкусов, который после приготовления обливают нормандским сидром
- Тряпичный пудинг — из фарша и лука, завёрнутых в тесто, готовится в марле

### Сладкие пудинги из теста

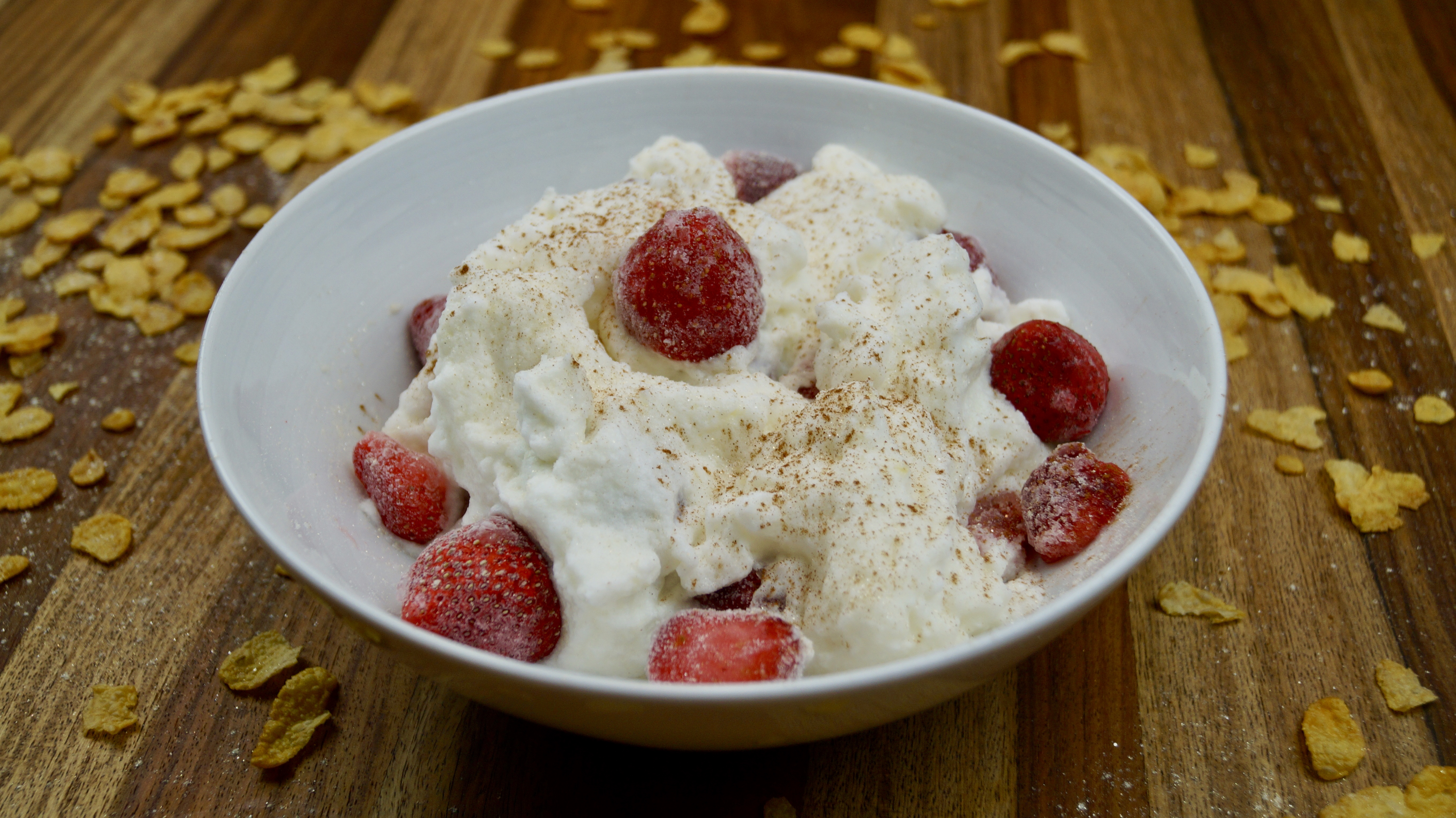
Низкоуглеводный взбитый пудинг

- Рождественский пудинг
- Пудинг из хлеба с маслом
- Пятнистый пудинг
- Сассекский пудинг
- Кабинетный пудинг
- Пудинг клути
- Хлебный пудинг
- «Мальвовый» пудинг
- Блэк бан

### Сладкие пудинги без теста и подобные им блюда
- Рисовый пудинг
  - Зерде — рисовый пудинг с шафраном
- Карамельный пудинг
- Пудинг аббата Пришкуша
- Пудинг Нессельроде — созданный в России и
 названный в честь канцлера К. В. Нессельроде
- Крем-брюле
- Каталонский крем (Крема каталана)
- Тавук-гёксу
- Аннин-тофу
- Вла
- Сабайон
- Баварский крем
- Банановый пудинг
- Пудинг из саго